# 諾丁漢伍茲 (伊利諾伊州)
諾丁漢伍茲（英語：Nottingham Woods）是位於美國伊利諾伊州凱恩縣的一個非建制地區。該地的面積和人口皆未知。

## 地理
諾丁漢伍茲的座標為41°49′47″N 88°27′55″W / 41.82972°N 88.46528°W，而該地的平均海拔高度為223米（即732英尺）。